# Luigi Lunari
Luigi Lunari (Milano, 3 gennaio 1934 – Milano, 15 agosto 2019) è stato un drammaturgo, traduttore, saggista e sceneggiatore italiano.

## Biografia

### I primi anni
Primogenito dei tre figli di Ermenegildo (n. 1899, ingegnere) e di Idelma Querini (n. 1906), visse l'infanzia e la giovinezza a Milano. Fratello di Enzo, nel 1939, onde evitargli l'indottrinamento della scuola fascista, fu iscritto dal padre alla Deutsche Schule di Milano, gestita dalla “Congregazione delle Suore di Nostra Signora”, lontane da ogni ideologia nazista. Dal 1942 al 1946 visse il periodo dello sfollamento nel paese natale del padre (Arzignano, Vicenza); nel 1946 tornò a Milano per frequentarvi medie e ginnasio all'Istituto Gonzaga dei Salesiani, e il liceo classico al liceo Carducci, dove ebbe tra l'altro come compagno di classe Bettino Craxi. Iscritto alla facoltà di Giurisprudenza dell'Università Statale di Milano si laureò nel 1956 con una tesi in diritto del lavoro (Il rapporto di lavoro in prova). Frequentò inoltre il Conservatorio Arrigo Boito di Parma, dove compì il corso medio nel 1960.

### L'esperienza nel mondo del teatro
Nel 1960 entrò a far parte del Piccolo Teatro di Milano, incaricato di un Ufficio Studi in cui raccolse una collezione di riviste teatrali di tutto il mondo. Al Piccolo rimarrà fino al 1982, collaborando con Paolo Grassi e soprattutto, con funzioni di dramaturg, con Giorgio Strehler, per il quale tradusse vari testi di Bertolt Brecht, William Shakespeare e Anton Čechov.
Nella sua lunga attività diede il suo contributo alla grande trasformazione che il teatro ha vissuto nella seconda metà del Novecento, sia sul piano organizzativo e strutturale sia per quello che riguarda la teoria dello spettacolo e la scrittura drammaturgica.
Al 1961 risale Tarantella con un piede solo, rappresentata al Teatro Mercadante di Napoli con la regia di Andrea Camilleri, a inaugurazione del Teatro Stabile di quella città. La rappresentazione venne sospesa dalla polizia alla fine del primo atto per oltraggio al pudore, ma in seguito tali accuse furono ritirate. Nel 1966 scrisse su commissione una farsa ispirata a Die Hose di Carl Sternheim, che fu il suo primo cospicuo successo: interpretata da Piero Mazzarella e Tino Scotti, con la regia di Carlo Colombo, rimase in cartellone per 103 sere al teatro Odeon di Milano, con il titolo di Per un paio di mutandine (poi ribattezzata L'incidente). Nel 1967 e 1968 scrisse per il quartetto dei Gufi due spettacoli nello stile del cabaret: Non so, non ho visto, se c'ero dormivo sulla nascita e il primo ventennio della Repubblica italiana, e l'antimilitarista Non spingete, scappiamo anche noi!. Nel 1973 vide la rappresentazione al Piccolo di Milano, de I contrattempi del tenente Calley, ispirata alla strage di Mylai durante la guerra del Vietnam. Nel 1980 scrisse Il senatore Fox, lontanamente ispirato al Volpone di Ben Jonson.
Nel 1982 entrò in contrasto con Strehler cui rimproverava il rifiuto di apporti registici esterni, e lasciò il Piccolo Teatro. Della sua esperienza al Piccolo rimane la vasta saggistica storica e critica dedicata ad esso e al magistero registico di Strehler.
Nel 1989 scrisse Tre sull'altalena, che approdò nel 1994 al Festival di Avignone (regia di Pierre Santini) ove colse un grande successo. Scrisse poi, tra l'altro, Il canto del cigno (2006). Nota saliente della produzione di Lunari dalla fine degli anni '80 in poi è la presenza della morte, vista non in senso negativo ma come una fraterna presenza francescana che accompagna l'uomo verso la serena accettazione della fine della vita.

## Vita privata
Nel 1961 sposò Laura Pollaroli (n. 1935), dalla quale ebbe i due figli Marco (n. 1963) e Sandra (n. 1966). Nel 1971 si trasferì a Brugherio.

## Opere

### Teatro
- Giovanna (1952)
- Tarantella con un piede solo (1958)
- Gli ingannati (1963, dall'omonimo testo degli Accademici Intronati di Siena)
- L'incidente (1966)
- Non so, non ho visto, se c'ero dormivo (1966)
- Non spingete, scappiamo anche noi! (1967)
- I contrattempi del tenente Calley (1973)
- Il senatore Fox (1979)
- Storia d'amore (1982)
- La stagione del garofano rosso (1987)
- Sogni proibiti di una fanciulla in fiore (1987)
- Tre sull'altalena (1989)
- L'uomo che incontrò se stesso (1995)
- Nel nome del padre (1997)
- La barca di Platone, ovvero Somnium Platonis (1998)
- Rosso profondo (1999)
- Contributi alla storia della letteratura italiana del '300 (ovvero: Due monologhetti) (2002)
- Sotto un ponte, lungo un fiume... (2004)
- Elisabetta e il suo pirata (2004)
- Tutti gli uomini di Annalisa (2005)
- Er padre de li santi, ovvero I monologhi del cazzo (2005)
- Il canto del cigno (2006)
- L'ultima vittoria (2013)
- Amor sacro, amor profano (2014)
- Tutto per bene (2015)

### Narrativa
Abbastanza rare le incursioni di Lunari nella narrativa. Nel 1990 scrisse Il Maestro e gli altri, che fu definito "un vero e proprio capolavoro di satira e di umorismo".
Nel 2000, uscì la trilogia su Hernan Cortes, chiamata Cortés. Il Conquistatore del Messico, divisa in tre parti: L'oro, la gloria, il sangue, Sotto il segno di Montezuma e Il tramonto di un guerriero. La prima edizione uscì tramite la Rizzoli, e le successive ristampe, distribuite dalla GM.libri, avvennero tra il 2019 e il 2020. Nell'ottobre 2020 è uscita anche un'edizione comprendente tutti i tre volumi sempre da parte di GM.libri (ISBN 9788855280181).
Nel 2010 scrisse Scvejk a New York, in cui la mitica "maschera" creata da Hasek veniva a contatto con il mondo del consumismo moderno..

### Televisione e radio
Negli anni sessanta e settanta ideò e scrisse numerosi originali televisivi (oggi fiction televisiva) in due o tre puntate. Tra questi, La resa dei conti (1969) sulla caduta del fascismo; Dedicato a un bambino (1970), Accadde a Lisbona (1974). Piuttosto intensa, in quegli stessi anni, l'attività di autore radiofonico, con una serie di gialli tendenzialmente umoristici, una serie di ritratti di attrici (da Eleonora Duse, a Adrienne Lecouvreur, a Isabella Andreini), una biografia di Molière in dieci puntate, e (per due anni) una rivista settimanale di satira politica e di costume (Il moscerino).

### Saggistica

#### Principali studi in volume
- L'Old Vic di Londra (1959)
- Laurence Olivier (1959)
- Il movimento drammatico irlandese (1960)
- Henry Irving e il teatro inglese dell'Ottocento (1962)
- Il teatro irlandese. Storia e antologia (1961)
- Breve storia del teatro (1999)
- Cento trame del teatro italiano (1993)
- Il teatro veneto (2003)
- Essere o non essere. Storia e antologia del monologo (2007)
- Storia della musica. Da Orfeo a Michael Jackson (2010)

#### Altri scritti
Vanno inoltre ricordati gli scritti legati alle edizioni della Collezione di Teatro della BUR delle opere di Molière e di Carlo Goldoni; e le prefazioni al Cyrano de Bergerac di Edmond Rostand (1986), a Il principe di Homburg di Heinrich von Kleist (1983), allo Zio Vania di Anton Čechov (1997), a Le Cid di Pierre Corneille (2012).

### Traduzioni
Intensa anche l'attività di traduttore, in specie di testi teatrali, con oltre 150 testi tradotti. Al di fuori del teatro, Lunari ha tradotto dopo il 2010 alcune impegnative opere narrative, quali Ritratto di signora e Il giro di vite di Henry James, Dracula di Bram Stoker, Le avventure di Alice nel Paese delle Meraviglie di Lewis Carroll.

### Cinema
Unica esperienza nel cinema, i testi per la docufiction Carlo Goldoni: Venezia, Gran Teatro del Mondo, per la regia di Alessandro Bettero, vincitrice del Gold Remi Award al 42° WorldFest-Houston International Film Festival (USA).

## Curiosità
- La sua poesia 25 aprile 1945 dallo spettacolo Non so, non ho visto, se c'ero dormivo, è stata musicata anche da Gino Negri e incisa da Milva nel suo album Libertà.

## Riconoscimenti
- Premio SIAE Autore dell'anno, 1994
- Premio Salvo Randone, 1996[17]